# 连理藤属
连理藤属（学名：Clytostoma）是紫葳科下的一个属，为常绿、攀援状灌木植物。该属共有12种，分布于南美洲。